# ファショダ州
ファショダ州（ファショダしゅう、英語: Fashoda State）は、南スーダン北東部の上ナイル州北部にかつて存在した州。2016年までは西部ナイル州（Western Nile State）と呼ばれていた。州都のコドクはかつてファショダと呼ばれており、1898年のファショダ事件の舞台になった。州名は事件の歴史的重要性から改名されている。
2015年に西部ナイル州として設置された。当時の範囲の人口は155,602人（2014年推定）。2017年の再編で改名および所属していたパニカン郡（Panyikang County）の移動が行われたため、2015年時点とは領域が異なる。2017年時点の州知事は空席。2020年に廃止。

## 隣接州
- 北：白ナイル州
- 東：東部ナイル州
- 南：ファンガク州
- 西：ルウェン州
- 北西：南コルドファン州

## 行政区画
以下の2郡から成る。
- コドク郡
- マニョ郡
- 2017年まではパニカン郡が所属していた（新設された中央上ナイル州へ移動[2]）